# Équipe cycliste Tenax Salmilano
L'équipe cycliste Tenax est une ancienne formation de cyclisme professionnel sur route, active de 2003 à 2007. Ce fut une formation italienne en 2003-2004 puis irlandaise de 2005 à 2007. Elle appartenait aux équipes continentales professionnelles (Europe) et pouvait donc profiter d’invitations sur des courses du Pro-Tour, tout en participant principalement aux épreuves des circuits continentaux.

## Histoire de l'équipe
L'équipe est fondée en 2003, basée sur l'ancienne équipe Cage Maglierie, elle-même fondée sur la base de l'équipe Liquigas-Pata. Elle évolue sous licence italienne jusqu'en 2004. En 2005, lors de l'instauration du système Pro-Tour, elle rejoint les équipes « Continentales Pro ». Elle disparaît fin 2007, et Tenax se met alors à soutenir l'équipe LPR Brakes.

## Principales victoires

### Grands tours
- Tour d'Italie
  - 2 participations (2003, 2004)
  - 0 victoire d'étape
  - 0 victoire finale

### Championnats nationaux
- Championnat de Slovénie sur route : 1
  - Contre-la-montre : 2004 (Dean Podgornik)
- Championnat d'Italie sur piste : 3
  - Poursuite individuelle : 2007 (Giairo Ermeti)
  - Poursuite par équipes : 2007 (Claudio Cucinotta, Giairo Ermeti)
  - Scratch : 2007 (Giairo Ermeti)

## Classements UCI
En 1999 le classement UCI par équipes est divisé entre GSI, GSII et GSIII. L'équipe Tenax est classée en GSII durant cette période. Les classements détaillés ci-dessous sont ceux de l'équipe en fin de saison. Les coureurs demeurent en revanche dans un classement unique.
| Saison | Classement par équipes | Meilleur coureur au classement individuel |
| ------ | ---------------------- | ----------------------------------------- |
| 2003   | 24e                    | Gianluca Tonetti (464e)                   |
| 2004   | 17e                    | Oscar Pozzi (545e)                        |

À compter de 2005, l'équipe participe aux épreuves de l'UCI Europe Tour. Le tableau ci-dessous présente les classements de l'équipe sur ce circuit, ainsi que son meilleur coureur au classement individuel.
| Saison | Classement par équipes | Meilleur coureur au classement individuel |
| ------ | ---------------------- | ----------------------------------------- |
| 2005   | 43e                    | Ruslan Pidgornyy (150e)                   |
| 2006   | 11e                    | Ruslan Pidgornyy (10e)                    |
| 2007   | 8e                     | Gabriele Bosisio (29e)                    |